# Julianaziekenhuis Veenendaal

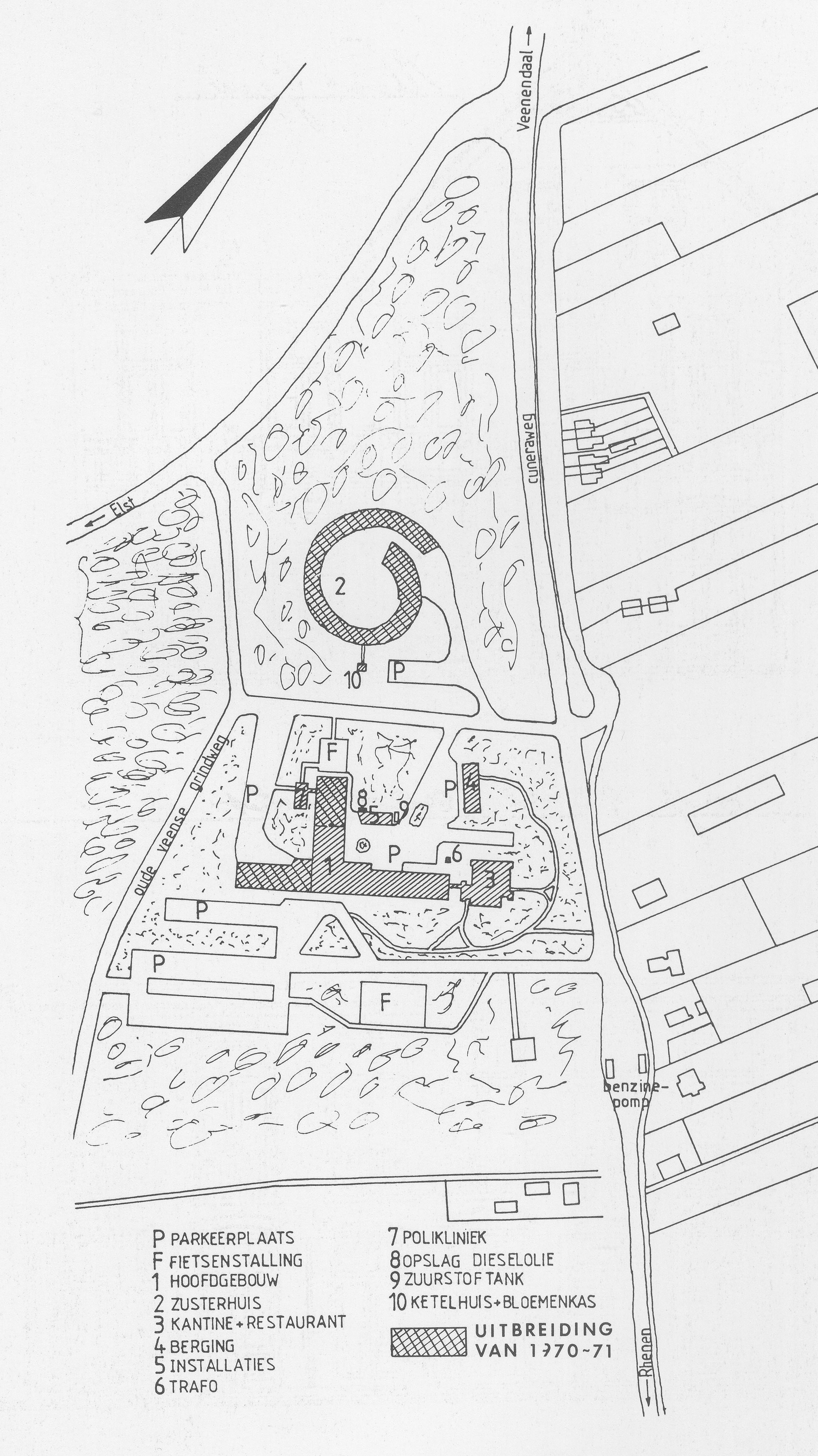
Plattegrond Julianaziekenhuis Veenendaal 1989

Julianaziekenhuis Veenendaal was een algemeen ziekenhuis in de Nederlandse gemeente Rhenen, vlak bij Veenendaal.

## Ontstaan
In de laatste jaren van de Tweede Wereldoorlog voelde men in Veenendaal de behoefte aan een eigen ziekenhuis door de slechte verbindingen en de vluchtelingenstromen. In de winter van 1944/1945 werd daarom in een magazijn aan de Julianastraat 74 een noodziekenhuis met 40 bedden gevestigd. Dit noemde men Julianaziekenhuis (JZ omdat de bezetter namen van leden van het Koninklijk Huis had verboden). De toenmalige huisarts C.P. Engel had er de leiding. Voor het einde van de oorlog werd in Veenendaal besloten dit noodhospitaal voort te zetten als een permanent ziekenhuis.

## Geschiedenis
- 14 april 1945 Stichtingsakte als Algemeen Ziekenhuis Veenendaal.
- 17 oktober 1946 Feestelijke opening ziekenhuis in de verbouwde Villa Bergzicht aan de Cuneraweg te Rhenen.
- 2 juli 1959 opening nieuwbouw.
- 8 november 1971 opening nieuwe vleugel behandelhuis en beddenhuis.
- Juli 1986 nieuwbouw operatiekamercomplex en centrale sterilisatie.
- 1 januari 1990 fusie met Ziekenhuis Gelderse Vallei (Protestants Christelijk Streekziekenhuis Bennekom, Julianaziekenhuis Ede en Pieter Pauwziekenhuis Wageningen)
- 1997 sloop gebouwen.

## Beloop
Geleidelijk aan is het Julianaziekenhuis uitgegroeid tot een volwaardig streekziekenhuis met alle basisspecialismen. Het verzorgde de tweedelijnszorg voor de gemeenten Veenendaal, Rhenen, Amerongen en deels Leersum, Renswoude en Kesteren. Er bestond een zeer goede samenwerking met de huisartsen in de regio. Het jaarverslag over 1986 vermeldt 183 erkende bedden, 1581 dagopnames, 4694 opnames, 48.780 ligdagen en 53.457 polikliniekbezoeken. Er werkten toen 277 personeelsleden en 27 medisch specialisten van wie sommigen ook verbonden waren aan omliggende ziekenhuizen. De medische weekenddiensten werden in de regio samen met de specialisten uit Bennekom, Ede en Wageningen gedaan.

## Fusie
De geneeskundige zorg en het beleid van de overheid leidden er in de jaren 80 toe dat bijna alle ziekenhuizen in Nederland fuseerden tot grotere organisaties. In 1985 werd na jaren van overleg een intentieverklaring tot fusie getekend tussen de ziekenhuizen te Bennekom, Ede, Veenendaal en Wageningen. Eind december 1986 trok het Julianaziekenhuis Veenendaal zich plotseling terug uit dit fusieproces, maar moest eind 1988 zich weer melden bij de 3 andere inmiddels op 1 juli 1987 gefuseerde partners. Dit leidde tot de “tweede fusie” op 1 januari 1990, waarbij werd bepaald dat de locatie Veenendaal binnen twee jaar zou worden gereduceerd tot spreekuurcentrum en alle klinische activiteiten In Bennekom, Ede en Wageningen plaats zouden vinden. In 1997 werd het spreekuurcentrum Ziekenhuis Gelderse Vallei verplaatst naar de Spoorlaan 5 te Veenendaal. Hierna werd het ziekenhuisgebouw en de verpleegstersflat afgebroken. Op het terrein is het appartementencomplex Rhenendael gevestigd. De klinische en poliklinische activiteiten zijn voortgezet door het Ziekenhuis Gelderse Vallei te Ede.